# Notolabrus cinctus
Notolabrus cinctus is een  straalvinnige vissensoort uit de familie van lipvissen (Labridae). De wetenschappelijke naam van de soort is voor het eerst geldig gepubliceerd in 1877 door Hutton.
De soort staat op de Rode Lijst van de IUCN als niet bedreigd, beoordelingsjaar 2008.